# Девическо училище
Девическото училище обучава само ученици от женски пол.
Според някои изследвания образованието в еднополови училища е много по-качествено от това в смесените училища, но тази форма на обучение не е много популярна днес. Първото девическо училище в българските земи е открито в Плевен от Анастасия Димитрова през 1840 година.